# Jorge Salas Chávez
Jorge Alberto Salas Chávez (ur. 17 lipca 1914 w Avellanedzie, zm. 24 czerwca 1992) – argentyński żeglarz sportowy, srebrny medalista olimpijski z Rzymu.
Brał udział w pięciu igrzyskach (IO 48, IO 56, IO 60, IO 64, IO 72). W 1960 zdobył srebrny medal olimpijski w rywalizacji w klasie Dragon. Załogę jachtu stanowili także Héctor Calegaris i Jorge del Río. W 1959 i 1963 triumfował w tej klasie na igrzyskach panamerykańskich.